# Kłonówek (województwo kujawsko-pomorskie)
Kłonówek – wieś w Polsce położona w województwie kujawsko-pomorskim, w powiecie radziejowskim, w gminie Radziejów.

## Podział administracyjny
W latach 1975–1998 miejscowość administracyjnie należała do województwa włocławskiego. Wieś sołecka – zobacz jednostki pomocnicze gminy Radziejów w BIP. Wieś znana w wieku XIX. Miejscowość należy do parafii w Byczynie.

## Demografia
Według Narodowego Spisu Powszechnego (III 2011 r.) liczyła 63 mieszkańców. Jest najmniejszą miejscowością gminy Radziejów.